# Ceca balade
Ceca balade je osma glasbena kompilacija srbske pop-folk pevke Svetlane Ražnatović - Cece, ki je leta 2003 izšla v beograjski založbeni hiši Hi-Fi centar. 
To je obenem tudi četrta od petih kompilacij, kolikor jih je v zadnjih nekaj let objavila omenjena založbena hiša: (Ceca hitovi 1, Ceca hitovi 2, Ceca hitovi 3, Ceca balade in Ceca hitovi).
Na kompilaciji so uspešnice z albumov, ki jih je pevka izdala v obdobju med leti 1990 in 2001.
V letu 2009 je bila objavljena nova (skrajšana) različica kompilacije. 

## Seznam skladb
| CD različica (2003) | CD različica (2003)                      | CD različica (2003)                      | CD različica (2003)            | CD različica (2003) |
| Št.                 | Naslov                                   | Pisec                                    | Album                          | Dolžina             |
| ------------------- | ---------------------------------------- | ---------------------------------------- | ------------------------------ | ------------------- |
| 1.                  | „Idi dok si mlad‟                        | A. Milić, M. Tucaković                   | Fatalna ljubav                 | 3:29                |
| 2.                  | „Zabranjeni grad‟                        | A. Milić, M. Tucaković, Lj. Jorgovanović | Decenija                       | 4:47                |
| 3.                  | „Mrtvo more‟                             | Knez, M. Tucaković                       | Emotivna luda                  | 4:23                |
| 4.                  | „Vazduh koji dišem‟                      | A. Radulović, M. Tucaković               | Ja još spavam                  | 3:08                |
| 5.                  | „Kukavica‟                               | A. Radulović, M. Tucaković               | Kukavica (glasbeni album)      | 3:51                |
| 6.                  | „Kuda idu ostavljene devojke‟            | A. Radulović, M. Tucaković               | Ja još spavam                  | 3:56                |
| 7.                  | „Oprosti mi suze‟                        | A. Radulović, M. Tucaković               | Šta je to u tvojim venama      | 3:28                |
| 8.                  | „Pustite me da ga vidim‟                 | D. Ivanković, S. Spasić                  | Ceca (glasbeni album)          | 4:36                |
| 9.                  | „Da li to ljubav pravi od nas slabiće‟   | A. Radulović, M. Tucaković               | Fatalna ljubav                 | 3:50                |
| 10.                 | „Rođen sa greškom‟                       | A. Milić, M. Tucaković                   | Emotivna luda                  | 4:33                |
| 11.                 | „Maskarada‟                              | A. Milić, M. Tucaković                   | Maskarada                      | 4:39                |
| 12.                 | „Ko na grani jabuka (duet Željko Šašić)‟ | A. Radulović, M. Tucaković               | Gori more (Željko Šašić album) | 3:59                |
| 13.                 | „Da si nekad do bola voleo‟              | D. Ivanković, M. Nikolić, M. A. Kemiš    | Babaroga                       | 4:50                |
| 14.                 | „I bogati plaču‟                         | A. Milić, M. Tucaković                   | Maskarada                      | 4:16                |
| 15.                 | „Ličiš na moga oca‟                      | A. Milić, M. Tucaković                   | Emotivna luda                  | 5:16                |
| 16.                 | „Što si tako zaboravan‟                  | A. Radulović, M. Tucaković               | Šta je to u tvojim venama      | 3:53                |
| 17.                 | „Ne kuni, majko‟                         | D. Ivanković, V. Mićović, M. A. Kemiš    | Babaroga                       | 4:18                |
| 18.                 | „Već viđeno‟                             | A. Milić, M. Tucaković, Lj. Jorgovanović | Ceca 2000                      | 3:59                |
| 19.                 | „Noćas kuća časti‟                       | A. Milić, M. Tucaković, Lj. Jorgovanović | Maskarada                      | 4:05                |
| Skupna dolžina:     | Skupna dolžina:                          | Skupna dolžina:                          | Skupna dolžina:                | 73:24               |

| CD različica (2009) | CD različica (2009)                      | CD različica (2009)                      | CD različica (2009)            | CD različica (2009) |
| Št.                 | Naslov                                   | Pisec                                    | Album                          | Dolžina             |
| ------------------- | ---------------------------------------- | ---------------------------------------- | ------------------------------ | ------------------- |
| 1.                  | „Idi dok si mlad‟                        | A. Milić, M. Tucaković                   | Fatalna ljubav                 | 3:29                |
| 2.                  | „Zabranjeni grad‟                        | A. Milić, M. Tucaković, Lj. Jorgovanović | Decenija                       | 4:47                |
| 3.                  | „Vazduh koji dišem‟                      | A. Radulović, M. Tucaković               | Ja još spavam                  | 3:08                |
| 4.                  | „Kukavica‟                               | A. Radulović, M. Tucaković               | Kukavica (glasbeni album)      | 3:51                |
| 5.                  | „Kuda idu ostavljene devojke‟            | A. Radulović, M. Tucaković               | Ja još spavam                  | 3:56                |
| 6.                  | „Oprosti mi suze‟                        | A. Radulović, M. Tucaković               | Šta je to u tvojim venama      | 3:28                |
| 7.                  | „Da li to ljubav pravi od nas slabiće‟   | A. Radulović, M. Tucaković               | Fatalna ljubav                 | 3:50                |
| 8.                  | „Rođen sa greškom‟                       | A. Milić, M. Tucaković                   | Emotivna luda                  | 4:33                |
| 9.                  | „Maskarada‟                              | A. Milić, M. Tucaković                   | Maskarada                      | 4:39                |
| 10.                 | „Ko na grani jabuka (duet Željko Šašić)‟ | A. Radulović, M. Tucaković               | Gori more (Željko Šašić album) | 3:59                |
| 11.                 | „I bogati plaču‟                         | A. Milić, M. Tucaković                   | Maskarada                      | 4:16                |
| 12.                 | „Ličiš na moga oca‟                      | A. Milić, M. Tucaković                   | Emotivna luda                  | 5:16                |
| 13.                 | „Što si tako zaboravan‟                  | A. Radulović, M. Tucaković               | Šta je to u tvojim venama      | 3:53                |
| 14.                 | „Već viđeno‟                             | A. Milić, M. Tucaković, Lj. Jorgovanović | Ceca 2000                      | 3:59                |
| 15.                 | „Noćas kuća časti‟                       | A. Milić, M. Tucaković, Lj. Jorgovanović | Maskarada                      | 4:05                |
| Skupna dolžina:     | Skupna dolžina:                          | Skupna dolžina:                          | Skupna dolžina:                | 61:03               |

## Naklada
Prva naklada glasbene kompilacije je štela 50.000 izvodov. 

## Uspeh
Kompilacija je bila v letu 2014 objavljena na Cecini uradni YouTube strani, na kateri zdaj beleži milijonske preglede. 

## Ostale informacije
- Glasbeni urednik: Vicko Milatović
- Glavni in odgovorni urednik: Nenad Raićević in Nenad Čajić
- Založba: Hi-fi centar, Beograd

## Zgodovina objave zgoščenke
| Država               | Datum | Založba      | Oblika |
| -------------------- | ----- | ------------ | ------ |
| Srbija in Črna gora  | 2003  | Lucky sound  | CD, MC |
| EU                   | 2003  | Hi-fi centar | CD     |
| Slovenija            | 2003  | Hi-fi centar | CD     |
| Hrvaška              | 2003  | Hi-fi centar | CD     |
| Makedonija           | 2003  | Hi-fi centar | CD, MC |
| Bosna in Hercegovina | 2003  | Intakt       | CD, MC |